# Jutiapa (Guatemala)
Pour les articles homonymes, voir Jutiapa.
Jutiapa est une ville du Guatemala et siège du département de Jutiapa.